# Пам'ятки історії Вінницького району
У Вінницькому районі Вінницької області на обліку перебуває 67 пам'яток історії.
| № п/п | Охор. № | Найменування пам'ятки | Адреса                                                                            | Дата (епоха)                                | Дата відкриття або виявлення    | Автори                                    | Матеріал                                    | Основні розміри                                          | Рішення про взяття під охорону          |                     |
| ----- | ------- | --- | --------------------------------------------------------------------------------- | ------------------------------------------- | ------------------------------- | ----------------------------------------- | ------------------------------------------- | -------------------------------------------------------- | --------------------------------------- | ------------------- |
| 1.    | 28      | Братська могила 14 воїнів Радянської армії, загиблих при обороні села | с. Агрономічне, Агрономічна с/р, на автотрасі Вінниця — Тиврів                    | 1941 р.                                     | 1981 р.                         | місцеві майстри                           | мармур, метал                               | об. 3,5 м                                                | № 75 20.02.1985 р.                      |                     |
| 2.    | 57      | Пам'ятник 133 воїнам-односельчанам, загиблим на фронтах ВВВ | с. Бохоники, Бохоницька с/р, біля с/р                                             | 1941 р.                                     | 1971 р.                         | місцеві майстри                           | ск. склоцемент, пост. склоцемент            | ск. 3,5 м, п. 0,4х3,0х0,9 м                              | № 29 19.06.1977 р.                      |                     |
| 3.    | 154     | Братська могила 18 воїнів Радянської армії, загиблих при визволенні села, і пам'ятник 127 воїнам-односельчанам, загиблим на фронтах ВВВ                                   | с. Великі Крушлинці, Великокрушлинецька с/р, біля магазину                        | 1941—1945 рр.                               | 1966 р.                         | ск. Левицький В. І., м. Вінниця           | ск. залізобетон, пост. цегла                | ск. 2 м, пост. 2х0,8х0,8 м                               | № 313 10.06.1971 р.                     |                     |
| 4.    | 5       | Пам'ятник 350 жертвам голодомору | с. Великі Крушлинці, Великокрушлинецька с/р, на кладовищі                         | 1932—1933 рр.                               | 1991 р.                         | місцеві майстри                           | з/бетон                                     | 1,5 м                                                    | № 148 20.12.1993 р.                     |                     |
| 5.    | 152     | Меморіальний комплекс: братська могила 46 радянських воїнів, загиблих при визволенні села, і пам'ятник 163 воїнам-односельчанам, загиблим на фронтах ВВВ                  | с. Вінницькі Хутори, Вінницько-Хутірська с/р, біля клубу                          | 1941—1945 рр.                               | 1953 р., 1966 р., рест. 1981 р. | Київський худ. фонд                       | ск. залізобетон, пост. цегла                | ск. 2,8 м, п. 1,4х1,2х1,2 м                              | № 313 10.06.1971 р.                     |                     |
| 6.    | 9       | Братська могила 11 радянських воїнів, загиблих при визволенні села | с. Вінницькі Хутори, Вінницько-Хутірська с/р на кладовищі                         | 1944 р.                                     | 1995 р.                         | місцеві майстри                           | з/бетон                                     | 1,5 м                                                    | № 443 22.12.1997 р.                     |                     |
| 7.    | 3       | Братська могила радянських воїнів, загиблих при обороні та визволенні села                                                                                                | с. Вінницькі Хутори, Вінницько-Хутірська с/р на кладовищі                         | 1941—1945 рр.                               | 1994 р.                         | місцеві майстри                           | метал                                       | 1,5 м                                                    | № 66 05.10.1995 р.                      |                     |
| 8.    | 153     | Братська могила 928 воїнів Радянської армії, загиблих при визволенні селища, і пам'ятник 418 воїнам-односельчанам, загиблим на фронтах ВВВ                                | с-ще Вороновиця, Вороновицька сел/р, біля Будинку культури                        | 1944 р.                                     | 1958 р.                         | Вінницький худ. фонд                      | ск. з/бетон, пост. цегла                    | ск. 2,8 м, пост. 1,4х1,2х1,2 м                           | № 313 10.06.1971 р.                     |                     |
| 9.    | 6       | Братська могила 170 мирних жителів | с-ще Вороновиця, Вороновицька сел/р, біля залізниці                               | 1942 р.                                     | 1990 р.                         | місцеві майстри                           | з/бетон                                     | 2 м                                                      | № 148 16.07.1992 р.                     |                     |
| 10.   | 3       | Братська могила 11 червоноармійців | с-ще Вороновиця, Вороновицька сел/р, хутір Дальній                                | 1919 р.                                     | 1960 р.                         | місцеві майстри                           | з/бетон                                     | 2,3 м                                                    | № 823.04.1990 р.                        |                     |
| 11.   | 58      | Пам'ятник 166 воїнам-односельчанам, загиблим на фронтах ВВВ | с. Гавришівка, Гавришівська с/р, біля клубу                                       | 1941—1945 рр.                               | 1967 р.                         | Вінницький худ. фонд                      | ск. граніт, п. граніт                       | ск. 1,8 м, п. 1,5х1,5х1,5 м                              | № 29 19.06.1977 р.                      |                     |
| 12.   | 59      | Пам'ятник 62 воїнам-односельчанам, загиблим на фронтах ВВВ | с. Горбанівка, Ільківська с/р, біля клубу                                         | 1941—1945 рр.                               | 1967 р.                         | Київський худ. фонд                       | ск. з/б, пост. цегла                        | ск. 1,8 м, п. 1,5 м                                      | № 29 19.06.1977 р.                      |                     |
| 13.   | 163     | Пам'ятник 58 воїнам-односельчанам, загиблим на фронтах ВВВ | с. Гуменне, Гуменська с/р, біля бібліотеки                                        | 1941—1945 рр.                               | 1967 р.                         | ск. Норейко                               | ск. з/бетон, пост. цегла                    | ск. 2,5 м, пост. 1х1х1,5 м                               | № 313 10.06.1971 р.                     |                     |
| 14.   | 155     | Братська могила 20 радянських воїнів, загиблих при визволенні села | с. Жабелівка, Жабелівецька с/р, біля Будинку культури                             | 1944 р.                                     | 1967 р.                         | ск. Левицький В. І., м. Вінниця           | ск. з/бетон, пост. цегла                    | ск. 1,4 м, п. 1,5х3,2х1,3 м                              | № 313 10.06.1971 р.                     |                     |
| 15.   | 164     | Пам'ятник 68 воїнам-односельчанам, загиблим на фронтах ВВВ | с. Жабелівка, Жабелівецька с/р, біля Будинку культури                             | 1941—1945 рр.                               | 1967 р.                         | Вінницький худ.фонд                       | ск. з/бетон, пост. цегла                    | ск. 1,8 м, пост. 1,2х1,1х1,1 м                           | № 29 19.06.1977 р.                      |                     |
| 16.   | 7       | Пам'ятник 116 воїнам-односельчанам, загиблим на фронтах ВВВ | с. Зарванці, Якушинецька с/р, в центрі села                                       | 1941—1945 рр.                               | 1990 р.                         | місцеві майстри                           | з/бетон                                     | 2,5 м                                                    | № 148 16.07.1992 р.                     |                     |
| 17.   | 157     | Братська могила 22 радянських воїнів, загиблих при визволенні села, і пам'ятник 131 воїнові-односельцю, що полягли на фронтах ВВВ                                         | с. Іванівка, Іванівська с/р, біля клубу                                           | 1941—1945 рр.                               | 1958 р.                         | Київський художній фонд                   | ск. з/б, пост. цегла                        | ск. 1,8 м, п. 1,2х1,2х1,2 м                              | № 313 10.06.1971 р.                     |                     |
| 18.   | 60      | Пам'ятник 79 воїнам-односельчанам, загиблим на фронтах ВВВ | с. Ільківка, Ільківська с/р, біля магазину                                        | 1941—1945 рр.                               | 1972 р.                         | Київський худ. фонд                       | ск. з/б, пост. цегла                        | ск. 2,5 м, п. 1х1,5х1,5 м                                | № 29 19.06.1977 р.                      |                     |
| 19.   | 165     | Пам'ятник 151 воїнові-односельцю, що полягли на фронтах ВВВ | с. Комарів, Комарівська с/р, біля Будинку культури                                | 1943 р.                                     | 1958 р.                         | ск. Норейко                               | ск. з/б, пост. цегла                        | ск. 1,8 м, п. 1,2х1,4х1,4 м                              | № 313 10.06.1971 р.                     |                     |
| 20.   | 4       | Пам'ятний знак М. Ф. Чернову | с. Комарів, Комарівська с/р, вул. Чернова                                         | 1925—1944 рр.                               | 1980 р.                         | місцеві майстри                           | цегла, метал                                | 2,5 м                                                    | № 113 13.05.1988 р.                     |                     |
| 21.   | 61      | Пам'ятник 56 воїнам-односельчанам, загиблим на фронтах ВВВ | с. Кордишівка, Побережненська с/р, біля клубу.                                    | 1943 р.                                     | 1958 р.                         | ск. Гофулян                               | ск. з/б, пост. бетон                        | ск. 2 м, п. 1,2х0,8х0,8 м                                | № 96 від 09.06.1977 р.                  |                     |
| 22.   | 156     | Братська могила 7 воїнів Радянської армії, загиблих при визволенні села, і пам'ятник 149 воїнам-односельчанам, загиблим на фронтах ВВВ                                    | с. Ксаверівка, Ксаверівська с/р, біля дороги на Вінницю                           | 1944 р.                                     | 1955 р.                         | Вінницький худ. фонд                      | об. з/бетон, пост. цегла                    | об. 1,2 м, п. 1,4х0,8х0,5 м                              | № 313 10.06.1971 р.                     |                     |
| 23.   | 56      | Братська могила 32 воїнів Радянської армії, загиблих при форсуванні р. Південний Буг та визволенні села, і пам'ятник на честь переправи радянських військ через р. Буг    | с. Лаврівка, Лаврівська с/р, біля магазину                                        | 1944 р.                                     | 1974 р.                         | Вінницький худ. фонд, Київський худ. фонд | об. склобетон, пост. склобетон, об. з/бетон | об. 8 м, пост. 0,9х0,8х0,8 м                             | № 291 09.06.1977 р., № 96 18.02.1983 р. |                     |
| 24.   | 62      | Пам'ятник 78 воїнам-односельчанам, загиблим на фронтах ВВВ | с. Лаврівка, Лаврівська с/р, біля с/р                                             | 1941—1945 рр.                               | 1970 р.                         | Київський худ. фонд                       | пост. з/бетон, ск. з/бетон, пост. цегла     | ск. 2,8 м, п. 1,2х1,2х1,8 м                              | № 291 09.06.1977 р.                     |                     |
| 25.   | 4       | Пам'ятник 57 воїнам-односельчанам, загиблим на фронтах ВВВ | с. Лисогора, Ксаверівська с/р, біля медпункту                                     | 1941—1945 рр.                               | 1987 р.                         | Вінницький худ. фонд                      | з/бетон                                     | 2,8 м                                                    | № 823.04.1990 р.                        |                     |
| 26.   | 158     | Пам'ятник 159 воїнам-односельчанам, загиблим на фронтах ВВВ | с. Лука-Мелешківська, Луко-Мелешківська с/р, північна околиця села                | 1941—1945 рр.                               | 1971 р.                         | ск. Морозов і Ванайкін                    | ск. гіпс, ск. з/б, пост. цегла              | ск. 2,2 м, ск. 1,8 м, п. 3,2х1, пост. 1,0х1,5х1,5 м      | № 313 10.06.1971 р.                     |                     |
| 27.   | 63      | Пам'ятник 112 воїнам-односельчанам, загиблим на фронтах ВВВ | с. Майдан, Майданська с/р, біля клубу                                             | 1941—1945 рр.                               | 1970 р.                         | Левицький В. І., м. Вінниця               | ск. з/б, пост. цегла                        | ск. 2,8 м, п. 1х3х2 м                                    | № 291 09.06.1977 р.                     |                     |
| 28.   | 10      | Могила партизана Березовського В. Й. | с. Майдан-Чапельський, Майданська с/р, на кладовищі                               | 1943 р.                                     | 1985 р.                         | місцеві майстри                           | бетон                                       | 1,5 м                                                    | № 443 22.12.1997 р.                     |                     |
| 29.   | 159     | Братська могила 20 воїнів Радянської армії, загиблих при визволенні села, і пам'ятник 164 воїнам-односельчанам, загиблим на фронтах ВВВ                                   | с. Малі Крушлинці, Малокрушлинецька с/р, біля контори КСП                         | 1941—1945 рр.                               | 1965 р.                         | Київський художній фонд                   | ск. з/б, пост. цегла                        | ск. 2 м, п. 0,9х2х1,8м                                   | № 313 10.06.1971 р.                     |                     |
| 30.   | 168     | Пам'ятник 98 воїнам-односельчанам, загиблим на фронтах ВВВ | с. Медвідка, Лаврівська с/р, в центрі села                                        | 1941—1945 рр.                               | 1968 р.                         | Київський худ. фонд                       | ск. з/б, п. цегла                           | ск. 1,7 м, пост 1,5х1,5х1,7 м                            | № 313 10.06.1971 р.                     |                     |
| 31.   | 64      | Пам'ятник 108 воїнам-односельчанам, загиблим на фронтах ВВВ | с. Медвеже Вушко, Медвежо-вушківська с/р, біля школи                              | 1941—1945 рр.                               | 1973 р.                         | місцеві майстри                           | ск. склобетон, пост. цегла                  | ск. 2 м, пост. 1х0,9х3 м                                 | № 291 09.06.1977 р.                     |                     |
| 32.   | 160     | Братська могила 272 воїнів Радянської армії, загиблих при визволенні села                                                                                                 | с. Мізяківські Хутори, Мізяківсько-Хутірська c/р, біля клубу                      | 1944 р.                                     | 1956 р.                         | Київський художній фонд                   | ск. з/б, пост. цегла                        | ск. 2 м, пост. 1х1х1,5 м                                 | № 313 10.06.1971 р.                     |                     |
| 33.   | 167     | Пам'ятник 232 воїнам-односельчанам, загиблим на фронтах ВВВ | с. Мізяківські Хутори, Мізяківсько-Хутірська c/р, біля клубу                      | 1941—1945 рр.                               | 1967 р.                         | Київський худ. фонд                       | ск. з/б, пост. цегла                        | ск. 3 м, п. 1х1х1 м                                      | № 313 10.06.1971 р.                     |                     |
| 34.   | 166     | Братська могила 20 радянських воїнів, загиблих при визволенні села, і пам'ятник 87 воїнам-односельчанам, загиблим на фронтах ВВВ                                          | с. Михайлівка, Гуменська с/р., біля Будинку культури                              | 1941—1945 рр.                               | 1966 р.                         | Київський худ. фонд                       | ск. з/б, пост. цегла                        | ск. 2,5 м, п. 2,2х1,2х1,2 м                              | № 313 10.06.1971 р.                     |                     |
| 35.   | 65      | Пам'ятник 183 воїнам-односельчанам, загиблим на фронтах ВВВ | с. Юзвин, Некрасівська с/р, біля школи                                            | 1941—1945 рр.                               | 1973 р.                         | Вінницький худ. фонд                      | об. граніт, пост. граніт                    | об. 5 м, п. 1,2х1х1 м                                    | № 291 09.06.1977 р.                     |                     |
| 36.   | 170     | Пам'ятник 56 воїнам-односельчанам, загиблим на фронтах ВВВ | с. Олександрівка, Оленівська с/р, біля контори КСП                                | 1941—1945 рр.                               | 1966 р.                         | ск. Плохих                                | ск. гіпс, пост. цегла                       | ск. 8,7 м, п. 2,8х1х1 м                                  | № 313 10.06.1971 р.                     |                     |
| 37.   | 169     | Пам'ятник 92 воїнам-односельчанам, загиблим на фронтах ВВВ | с. Оленівка, Оленівська с/р, біля школи                                           | 1941—1945 рр.                               | 1967 р.                         | ск. Плохих                                | ск. з/б пост. цегла                         | ск. 2,2 м, п. 1,5х1х1м                                   | № 313 10.06.1971 р.                     |                     |
| 38.   | 8       | Братська могила 116 жертв голодомору | с. Оленівка, Оленівська с/р, на кладовищі                                         | 1932—1933 рр.                               | 1990 р.                         | місцеві майстри                           | з/бетон                                     | об. 1,5 м                                                | № 148 16.12.1992 р.                     |                     |
| 39.   | 30      | Пам'ятник 88 воїнам-односельчанам, загиблим на фронтах ВВВ | с. Парпурівці, Парпуровецька с/р, в центрі села                                   | 1941—1945 рр.                               | 1975 р.                         | Вінницький худ. фонд                      | з/бетон                                     | ск. 3,2 м, п. 1,5 м                                      | № 75 20.02.1985 р.                      |                     |
| 40.   | 9       | Братська могила мирних жителів і військовополонених | с. Парпурівці, Парпуровецька с/р, в лісі                                          | 1942 р.                                     | 1993 р.                         | місцеві майстри                           | об. граніт                                  | 2 м                                                      | № 501 20.12.1993 р.                     |                     |
| 41.   | 66      | Пам'ятник 74 воїнам-односельчанам, загиблим на фронтах ВВВ | с. Переорки, Мізяківсько-Хутірська c/р, в центрі села                             | 1941—1945 рр.                               | 1972 р.                         | Вінницький худ. фонд                      | ск. бетон, пост. бетон                      | ск. 4 м, п. 1,5х1,5х1,5 м                                | № 291 09.06.1977 р.                     |                     |
| 42.   | 67      | Пам'ятник 210 воїнам-односельчанам, загиблим на фронтах ВВВ | с. Писарівка, Писарівська с/р, при в'їзді в село                                  | 1941—1945 рр.                               | 1972 р.                         | Вінницький худ. фонд                      | ск. з/б, пост. цегла                        | ск. 4 м, п. 1,5х1х1 м                                    | № 291 09.06.1977 р.                     |                     |
| 43.   | 68      | Пам'ятник 85 воїнам-односельчанам, загиблим на фронтах ВВВ | с. Побережне, Побережненська с/р, біля Будинку культури                           | 1941—1945 рр.                               | 1967 р.                         | ск. Годулян                               | ск. з/б, пост. цегла                        | ск. 2 м, п. 1,3х1,3х1,4 м                                | № 291 09.06.1977 р.                     |                     |
| 44.   | 11      | Братська могила 17 радянських воїнів, загиблих при обороні села | с. Прибузьке, Луко-Мелешківська с/р, 0,5 км на північ від села                    | 1941                                        | 1985 р.                         | місцеві майстри                           | з/бетон                                     | 2,2 м                                                    | № 443 22.12.1997 р.                     |                     |
| 45.   | 261     | Пам'ятник 104 жителям села, розстріляних фашистами | с. Пултівці, Пултівецька с/р, на окраїні села                                     | 1944 р.                                     | 1968 р.                         | місцеві майстри                           | об. граніт                                  | об. 1,5 м                                                | № 313 10.06.1971 р.                     |                     |
| 46.   | 297     | Пам'ятник 80 воїнам-односельчанам, загиблим на фронтах ВВВ | с. Пултівці, Пултівецька с/р, біля школи                                          | 1941—1945 рр.                               | 1979 р.                         | Київський худ. фонд                       | ск. з/б, пост. бетон                        | ск. 3,5 м, п. 3х1х1,5 м                                  | № 96 17.02.1983 р.                      |                     |
| 47.   | 69      | Пам'ятник 38 воїнам-односельчанам, загиблим на фронтах ВВВ | с. Рівець, Ільківська с/р, біля клубу                                             | 1941—1945 рр.                               | 1971 р.                         | Київський худ. фонд                       | ск. з/б, пост. цегла                        | ск. 1,5 м, п. 1,2х1,5х2,2 м                              | № 291 09.06.1977 р.                     |                     |
| 48.   | 70      | Пам'ятник 168 воїнам-односельчанам, загиблим на фронтах ВВВ | с. Сокиринці, Сокиринецька с/р, біля церкви                                       | 1941—1945 рр.                               | 1975 р.                         | ск. Беденко В. Я.                         | ск. гранітні зерна, п. бетон                | ск. 3,5 м, п. 2х2х2,4 м                                  | № 291 09.06.1977 р.                     |                     |
| 49.   | 71      | Пам'ятник 86 воїнам-односельчанам, загиблим на фронтах ВВВ | с. Сосонка, Сосонська с/р, біля магазину                                          | -//-                                        | __                              | Вінницький худ. фонд                      | ск. з/б, пост. цегла                        | ск. 3 м, п. 1х3х1,5 м                                    | № 291 від 09.06.1977 р.                 |                     |
| 50.   | 171     | Пам'ятник 120 воїнам-односельчанам, загиблим на фронтах ВВВ | с. Стадниця, Стадницька с/р, біля контори КСП                                     | 1941—1945 рр.                               | 1968 р.                         | Київський художній фонд                   | ск. склоцемент, пост. бетон                 | ск. 3 м, ск. 1,5 м, пл. 0,8х0,8х0,5 м, пл. 1,2х1,2х0,2 м | № 313 від 10.06.1971 р.                 |                     |
| 51.   | 172     | Пам'ятник 174 воїнам-односельчанам, загиблим на фронтах ВВВ | с. Степанівка, Степанівська с/р, біля с/р                                         | 1941—1945 рр.                               | 1966 р.                         | ск. Плохих                                | ск. склоцемент, п. бетон                    | ск. 2 м, п. 2,2х1,5х1,2 м                                | № 313 10.06.1971 р.                     |                     |
| 52.   | 161     | Братська могила 20 воїнів радянської армії, загиблих при визволенні села                                                                                                  |                                                                                   | с-ще Стрижавка, Стрижавська сел/р, біля в/ч | 1944 р.                         | 1956 р.                                   | Київський худ. фонд                         | об. граніт, пост. граніт                                 | об. в 8 м, п. 0,2х1х1 м                 | № 313 10.06.1971 р. |
| 53.   | 162     | Братська могила мирних громадян, розстріляних фашистами | с-ще Стрижавка, Стрижавська сел/р, на кладовищі                                   | 1942 р.                                     | 1951 р.                         | місцеві майстри                           | об. граніт                                  | об. 2 м                                                  | № 313 10.06.1971 р.                     |                     |
| 54.   | 151     | Братська могила радянських військовополонених і громадян Польщі, Чехословаччини та інших країн (понад 14 тисяч), розстріляних після закінчення будівництва ставки Гітлера | с-ще Стрижавка, Стрижавська сел/р, біля траси Вінниця — Київ, 100 м від дороги    | 1943 р.                                     | 1958 р.                         | Київський художній фонд                   | ск. з/б, пост. цегла                        | ск. 2,5 м, п. 1,5х3х4 м                                  | № 313 10.06.1971 р.                     |                     |
| 55.   | 29      | Братська могила 227 жертв фашизму | с-ще Стрижавка, Стрижавська сел/р, біля колонії                                   | 1942 р.                                     | 1951 р.                         | місцеві майстри                           | з/бетон, цегла                              | об. 1,8 м                                                | № 75 20.02.1985 р.                      |                     |
| 56.   | 31      | Пам'ятник 274 воїнам-односельчанам, загиблим на фронтах ВВВ | с-ще Стрижавка, Стрижавська сел/р, в центрі                                       | 1941—1945 рр.                               | 1975 р.                         | Вінницький худ. фонд                      | цегла, бетон                                | ск. 2,5 м                                                | № 75 20.02.1985 р.                      |                     |
| 57.   | 5       | Могила піонерки А. І. Мельник | с-ще Стрижавка, Стрижавська сел/р, біля кладовища                                 | 1930—1944 рр.                               | 1960 р.                         | місцеві майстри                           | об. метал                                   | 2,8 м                                                    | № 113 13.05.1988 р.                     |                     |
| 58.   | 2       | Могила радянського воїна і пам'ятник 92 воїнам-односельчанам, загиблим на фронтах ВВВ                                                                                     | с-ще Стрижавка, (с. Коло-Михайлівка) Стрижавська сел/р, біля школи, вул. Мічуріна | 1941—1945 рр.                               | 1994 р.                         | місцеві майстри                           | з/бетон                                     | 2,5 м                                                    | № 6605.10.1995 р.                       |                     |
| 59.   | 12      | Залишки ставки Гітлера «Вервольф» | с-ще Стрижавка, Стрижавська сел/р, 0,5 км від траси Вінниця — Київ                | 1942—1944 рр.                               | 1945 р.                         | невідомі                                  | з/бетон                                     | 1100х800 м                                               | № 443 22.12.1997 р.                     |                     |
| 60.   | 72      | Пам'ятник 77 воїнам-односельчанам, загиблим на фронтах ВВВ | с. Тютьки, Лука-Мелешківська с/р, біля школи                                      | 1941—1945 рр.                               | 1973 р.                         | ск. І. П. Довженко, м. Вінниця            | ск. з/б, пост. цегла                        | ск. 2,8 м, п. 1,8х1,5х1,5 м                              | № 29 19.06.1977 р.                      |                     |
| 61.   | 73      | Пам'ятник 117 воїнам-односельчанам, загиблим на фронтах ВВВ | с. Хижинці, Парпуровецька с/р, біля клубу                                         | 1941—1945 рр.                               | 1975 р.                         | Донецький худ. фонд                       | ск. з/б, пост. цегла                        | ск. 2 м, п. 2,1х1,2х0,8 м                                | № 29 19.06.1977 р.                      |                     |
| 62.   | 74      | Пам'ятник 96 воїнам-односельчанам, загиблим на фронтах ВВВ | с. Цвіжин, Іванівська с/р, біля клубу                                             | 1941—1945 рр.                               | 1971 р.                         | Вінницький худ. фонд                      | ск. з/б, пост. з/б                          | ск. 2 м, п. 0,2х0,6х0,6 м                                | № 29 19.06.1977 р.                      |                     |
| 63.   | 75      | Пам'ятник 80 воїнам-односельчанам, загиблим на фронтах ВВВ | с. Широка Гребля, Широкогребельська с/р, біля магазину                            | 1941—1945 рр.                               | 1971 р.                         | Київський худ. фонд                       | ск. цемент, пост. бетон                     | ск. 2,8 м, п. 1,8х2,5х2 м                                | № 29 19.06.1977 р.                      |                     |
| 64.   | 27      | Братська могила 170 мирних жителів | с. Щітки, Писарівська с/р, в лісі                                                 | 1942 р.                                     | 1997 р.                         | місцеві майстри                           | граніт                                      | 2,1 м                                                    | № 183 24.05.2000 р.                     |                     |
| 65.   | 76      | Пам'ятник 112 воїнам-односельчанам, загиблим на фронтах ВВВ | с. Якушинці, Якушинецька с/р, біля клубу                                          | 1941—1945 рр.                               | 1970—2004 рр.                   | Київський худ. фонд                       | ск. з/б, пост. бетон                        | ск. 2 м, п. 2х2х0,6 м                                    | № 29 19.06.1977 р.                      |                     |
| 66.   | 28      | Братська могила мирних жителів | с. Якушинці, Якушинецька с/р, на полі біля села                                   | 1942 р.                                     | 1997 р.                         | місцеві майстри                           | граніт                                      | 2,3 м                                                    | № 183 24.05.2000 р.                     |                     |
| 67.   | 7       | Могила радянських військовополонених | с. Якушинці, Якушинецька с/р, біля СПТУ.                                          | 1942 р.                                     | 2000 р.                         | місцеві майстри                           | граніт                                      | 2,2 м                                                    | № 470 29.12.2002 р.                     |                     |
|       |         | |                                                                                   |                                             |                                 |                                           |                                             |                                                          |                                         |                     |

## Джерело
- [Архівовано 19 червня 2012 у Wayback Machine.] Пам'ятки Вінницької області